# Pseudothyone
Pseudothyone is een geslacht van zeekomkommers uit de familie Sclerodactylidae.

## Soorten
- Pseudothyone belli (Ludwig, 1887)
- Pseudothyone furnestini Cherbonnier, 1969
- Pseudothyone levini Lambert & Oliver, 2001
- Pseudothyone mosaica (Koehler & Vaney, 1910)
- Pseudothyone raphanus (Düben & Koren, 1846)
- Pseudothyone sculponea Cherbonnier, 1958
- Pseudothyone serrifera (Östergren, 1898)